# Saint-Laurent-du-Var-Cagnes-sur-Mer-Est (tổng)
Tổng Saint-Laurent-du-Var-Cagnes-sur-Mer-Est là một tổng của Pháp. Tổng này nằm ở tỉnh Alpes-Maritimes trong vùng Provence-Alpes-Côte d’Azur.

## Các đơn vị hành chính
Tổng Saint-Laurent-du-Var-Cagnes-sur-Mer-Est gồm phần phía đông của thị xã Cagnes-sur-Mer và thị xã Saint-Laurent-du-Var.

## Lịch sử
| Ngày bầu cử | Tên               | Đảng | Tư cách                             |
| ----------- | ----------------- | ---- | ----------------------------------- |
|             |                   |      |                                     |
| 1985        | M. Marc Moschetti | RPR  | Thị trưởng của Saint-Laurent-du-Var |
| 1992        | M. Marc Moschetti | RPR  | Thị trưởng của Saint-Laurent-du-Var |
| 1998        | Dr Henri Revel    | RPR  | Thị trưởng của Saint-Laurent-du-Var |
| 2004        | Dr Henri Revel    | UMP  | Thị trưởng của Saint-Laurent-du-Var |

## Biến động dân số
| 1882                                         | 1926 | 1962 | 1968 | 1975 | 1982 | 1990 | 1999   |
|                                              |      |      |      |      |      |      | 34 553 |
| -------------------------------------------- | ---- | ---- | ---- | ---- | ---- | ---- | ------ |
| Số liệu từ năm 1990: Dân số không tính trùng |      |      |      |      |      |      |        |